# Aades bifoveifrons
Espèce
Aades bifoveifrons est une espèce de la famille des Curculionidae.

## Systématique
Le nom valide complet (avec auteur) de ce taxon est Aades bifoveifrons Zimmerman, 1994.